# Fort Seneca (Ohio)
Fort Seneca é um lugar designado pelo censo localizado no condado de Seneca no estado estadounidense de Ohio. No Censo de 2010 tinha uma população de 254 habitantes e uma densidade populacional de 156,91 pessoas por km².

## Geografia
Fort Seneca encontra-se localizado nas coordenadas 41° 12′ 16″ N, 83° 10′ 05″ O. Segundo o Departamento do Censo dos Estados Unidos, Fort Seneca tem uma superfície total de 1.62 km², da qual 1.62 km² correspondem a terra firme e (0%) 0 km² é água.

## Demografia
Segundo o censo de 2010, tinha 254 pessoas residindo em Fort Seneca. A densidade populacional era de 156,91 hab./km². Dos 254 habitantes, Fort Seneca estava composto pelo 98.43% brancos, o 0% eram afroamericanos, o 0% eram amerindios, o 0% eram asiáticos, o 0% eram insulares do Pacífico, o 0.39% eram de outras raças e o 1.18% pertenciam a duas ou mais raças. Do total da população o 1.97% eram hispanos ou latinos de qualquer raça.